# بابك موغيمي
بابك موغيمي (مواليد 1 يناير 1978) هو ملاكم إيراني، مثّل بلاده في الألعاب الأولمبية الصيفية في دورتي 1996 و2000.

## روابط خارجية
بابك موغيمي على موقع أوليمبيديا (الإنجليزية)